# 武汉路站 (成都市)
武汉路站位于中华人民共和国四川省成都市天府新区，是成都地铁1号线的地下车站，于2018年3月18日开通使用。
武汉路站位于天府大道南二段和武汉路交汇处南侧，沿天府大道南二段呈南北向布置。本站因临近武汉路而得名。在1号线三期工程规划阶段，本站曾使用站名“佘家埂”。

## 车站结构

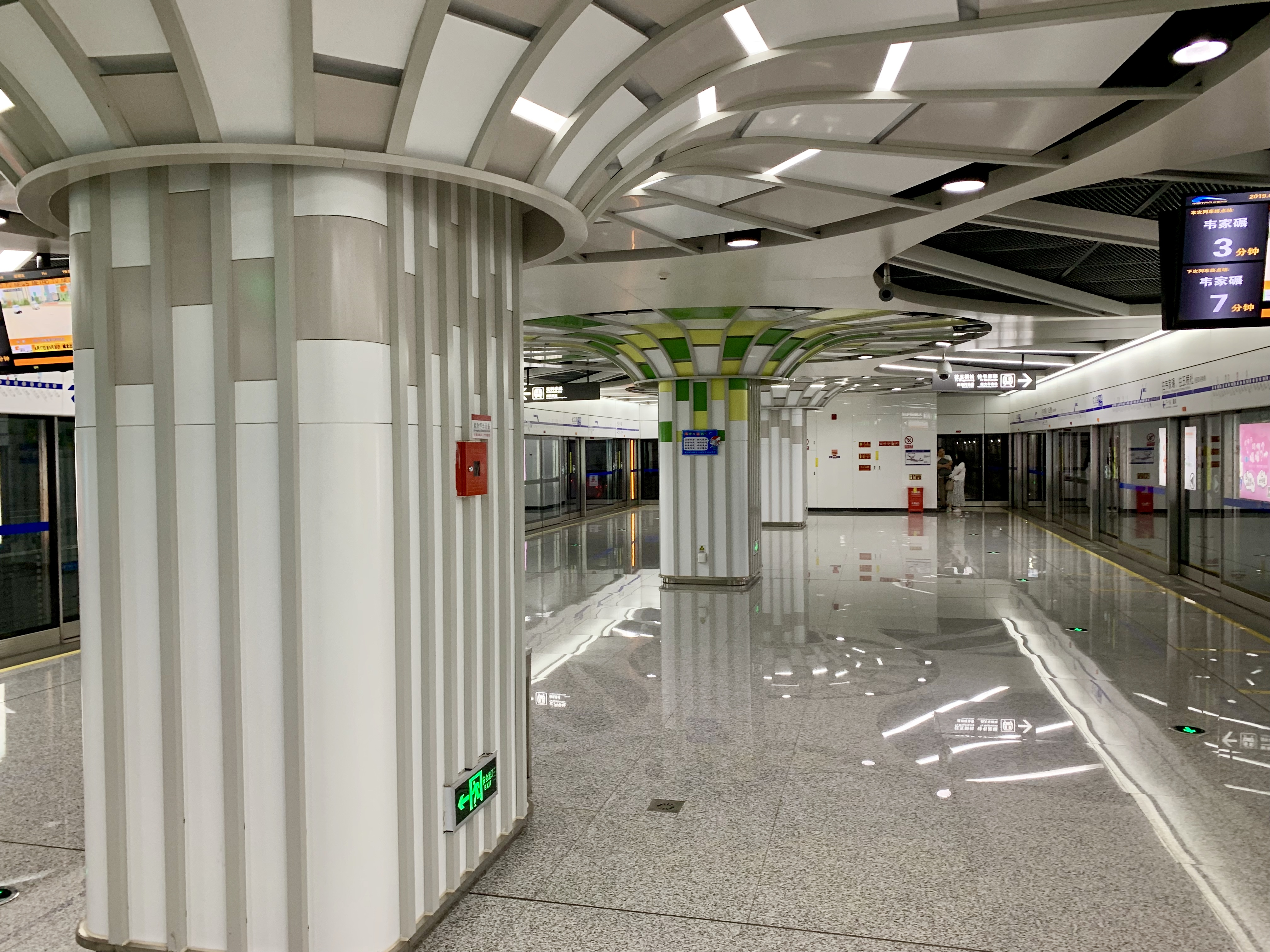
站台层
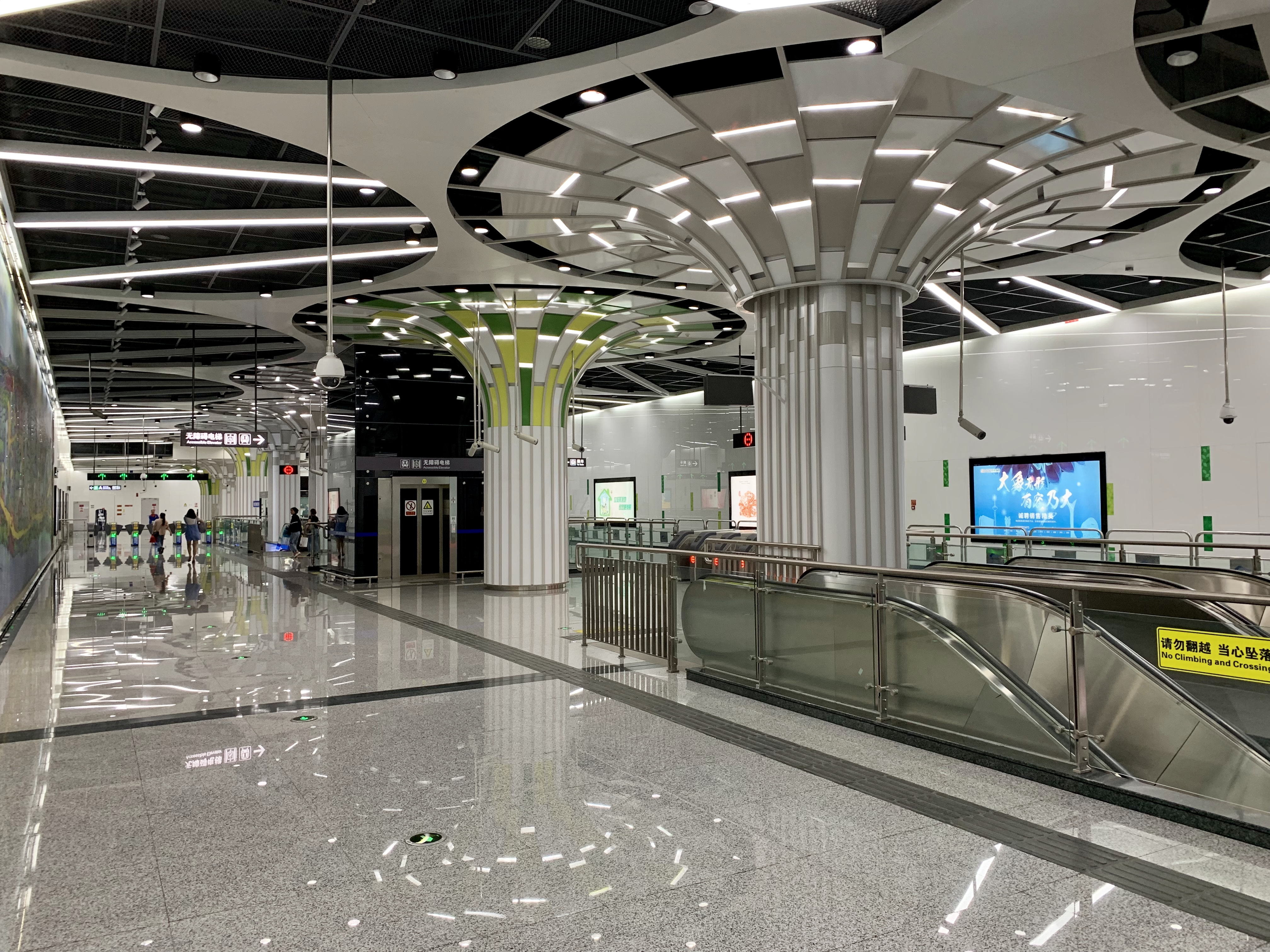
站厅层

本站为地下二层岛式站台车站，全长215米，标准段宽19.7米，车站共设2座风道，3个出入口。
| 地面      |                                    | 出入口                         |  |
| 地下 一层 | 站厅层                             | 安检、售票机、站内商店         |  |
| 地下 二层 |                                    | 1号线列车往韦家碾方向 （麓湖） |  |
| 地下 二层 | 岛式站台，左边车门将会开启         |                                |  |
| 地下 二层 | 1号线列车往科学城方向 （天府公园） |                                |  |

## 内装与公共艺术
本站为1号线三期工程4座艺术重点站之一。
本站位于天府公园北侧，车站装修设计借鉴中央公园地面景观，充分利用车站的超高空间进行打造。柱面和天花运用抽象的大树造型，体现空间的张力，墙面缝隙中不不时使用“树叶化石”元素为空间增添趣味，整体呈现地下森林公园的感官。

### 艺术墙《美丽天府》

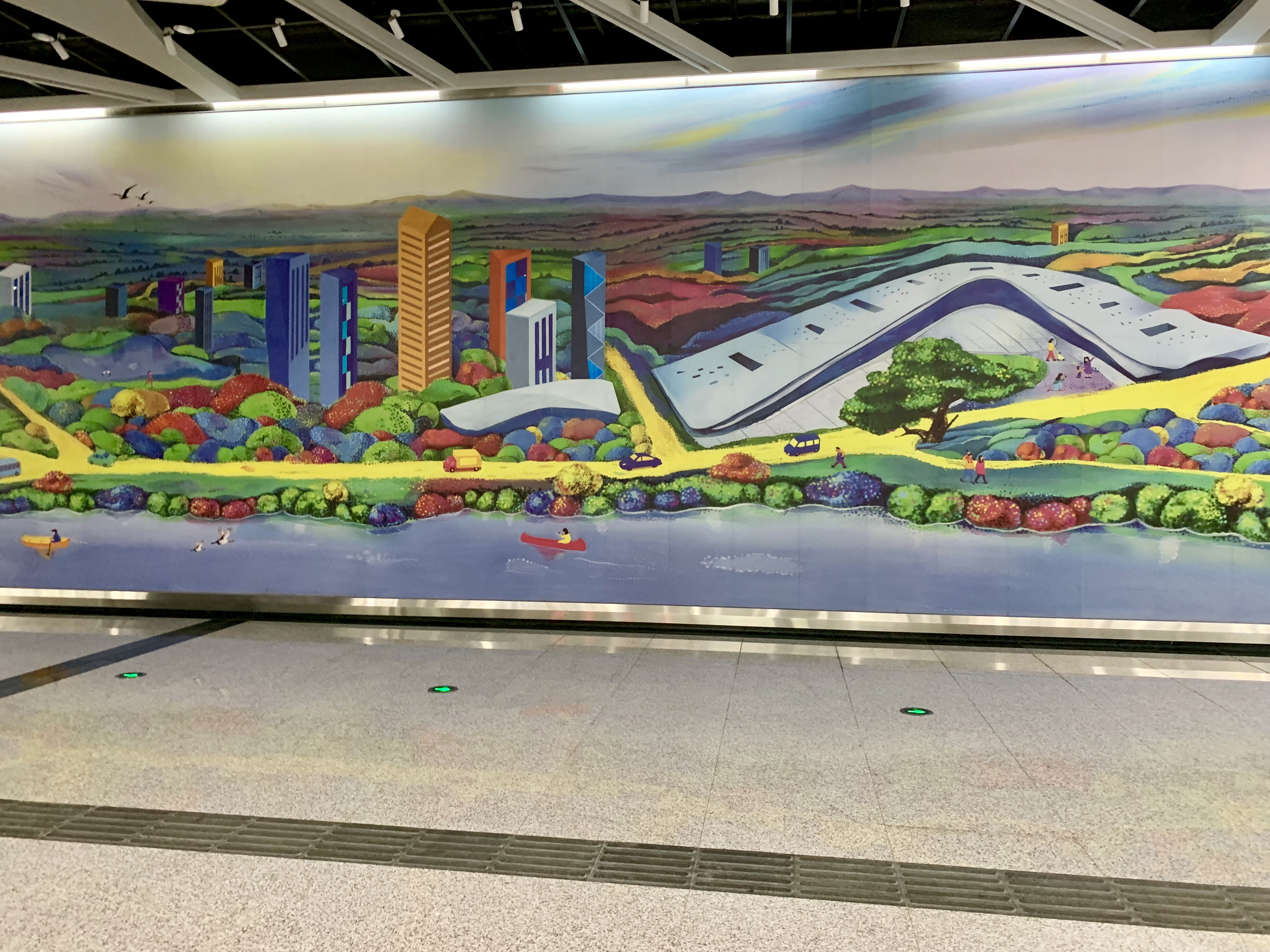
艺术墙《美丽天府》（局部）

艺术墙通过蔚蓝的天空、微波荡漾的湖水、新城里的建筑群、霞光照耀的山峦、飞入的红嘴相思鸟，及西部博览城建筑掠影，展现天府新区的人文艺术和现代化、国际化的一面。

## 出入口信息
本站目前开放4个出入口。
| 出口编号     | 设施                    | 地点                                   | 可到达目的地 |
| ------------ | ----------------------- | -------------------------------------- | ------------ |
|              |                         |                                        |              |
|              | 无障碍电梯 无障碍卫生间 | 天府大道南二段、杭州路东段、武汉路西段 |              |
| 出口 · A · 2 |                         | 天府大道南二段                         |              |
| 出口 · B · 1 |                         |                                        |              |
| 出口 · B · 2 |                         | 天府大道南二段                         |              |
| 出口 · B · 3 |                         |                                        |              |
| 出口 · B · 4 |                         |                                        |              |
| 出口 · B · 5 |                         | 天府大道南二段、杭州路西段             |              |
| 出口 · C     |                         | 双燕路东段、杭州路东段                 |              |

## 公交换乘
T1路等。

## 大事记
- 2016年3月20日，主体结构封顶[3]；
- 2018年3月18日，正式开通使用[1]。